# Hold Me Tight or Don't
Hold Me Tight or Don't è un singolo del gruppo rock statunitense Fall Out Boy, pubblicato nel 2017 ed estratto dall'album Mania.

## Tracce
- Download digitale

1. Hold Me Tight or Don't – 3:30

## Video
Il videoclip del brano è stato girato durante il Giorno dei morti 2017 ed è diretto da Brendan Walter e Mel Soria.

## Formazione
- Patrick Stump – voce, chitarra
- Pete Wentz – basso
- Joe Trohman – chitarra
- Andy Hurley – batteria, percussioni